# Nomadister papillatus
Nomadister papillatus är en skalbaggsart som beskrevs av Borgmeier 1948. Nomadister papillatus ingår i släktet Nomadister och familjen stumpbaggar. Inga underarter finns listade i Catalogue of Life.